# Hagelstad
Hagelstad är en by på norra Öland.  

## Sportdykning
Kustområdet vid Hagelstad är ett populärt dykmål för sportdykare. Klippformationer fortsätter relativt snabbt ut från kusten ned till ca 11 meters djup till en botten av sand och dy. Fiskarter som smörbult, tånglake, tångsnälla, plattfisk, havskatt återfinns ofta på platsen.